# Kurt Golda
Kurt Golda (* 21. September 1925; † 28. Oktober 2002 in München) war ein deutscher Gewerkschafter, langjähriger Betriebsratsvorsitzender und Aufsichtsrat bei BMW. Seinem Engagement wird zugeschrieben, dass BMW im Jahr 1959 als eigenständiges Unternehmen erhalten blieb.

## Leben
Golda erlernte den Schlosserberuf. 1949 begann er bei BMW in Allach zu arbeiten, 1950 wurde er zum Betriebsrat gewählt. 1955 wechselte er ins Stammwerk nach Milbertshofen. Ab 1956 war er Betriebsratsvorsitzender in München, ab 1967 bis zu seinem Ruhestand im Jahr 1988 Vorsitzender des Gesamtbetriebsrates. Ebenso war er seit 1957 Mitglied des Aufsichtsrates von BMW sowie später dessen stellvertretender Vorsitzender.
1959 befand sich BMW in einer kritischen wirtschaftlichen Situation. Golda konnte den Hauptaktionär Herbert Quandt dazu bewegen, anstatt das Unternehmen an Daimler-Benz zu verkaufen, in das Unternehmen zu investieren und legte so den Grundstein für den späteren Erfolg von BMW.
Golda war Vertreter eines konstruktiven Miteinanders von Arbeitgebern und Arbeitnehmern. Er konnte die Zahlung von übertariflichen Leistungen wie Urlaubsgeld und Erfolgsbeteiligungen durchsetzen.

## Auszeichnungen
- 1985 Bundesverdienstkreuz 1. Klasse